# Alfred Jönsson
Alfred Jönsson (Lund, 21 de febrero de 1998) es un jugador de balonmano sueco que juega de central en el Ribe-Esbjerg HH. Es internacional con la selección de balonmano de Suecia.
Su primer gran campeonato con la selección fue el Campeonato Mundial de Balonmano Masculino de 2021, donde su selección consiguió la medalla de plata.

## Clubes
| Club                  | País      | Año         |
| --------------------- | --------- | ----------- |
| H43 Lund              | Suecia    | - 2015      |
| Lugi HF               | Suecia    | 2015 - 2019 |
| TSV Hannover-Burgdorf | Alemania  | 2019 - 2021 |
| Skjern HB             | Dinamarca | 2021 - 2024 |
| Ribe-Esbjerg HH       | Dinamarca | 2024 - Act. |